# 深水埗警署

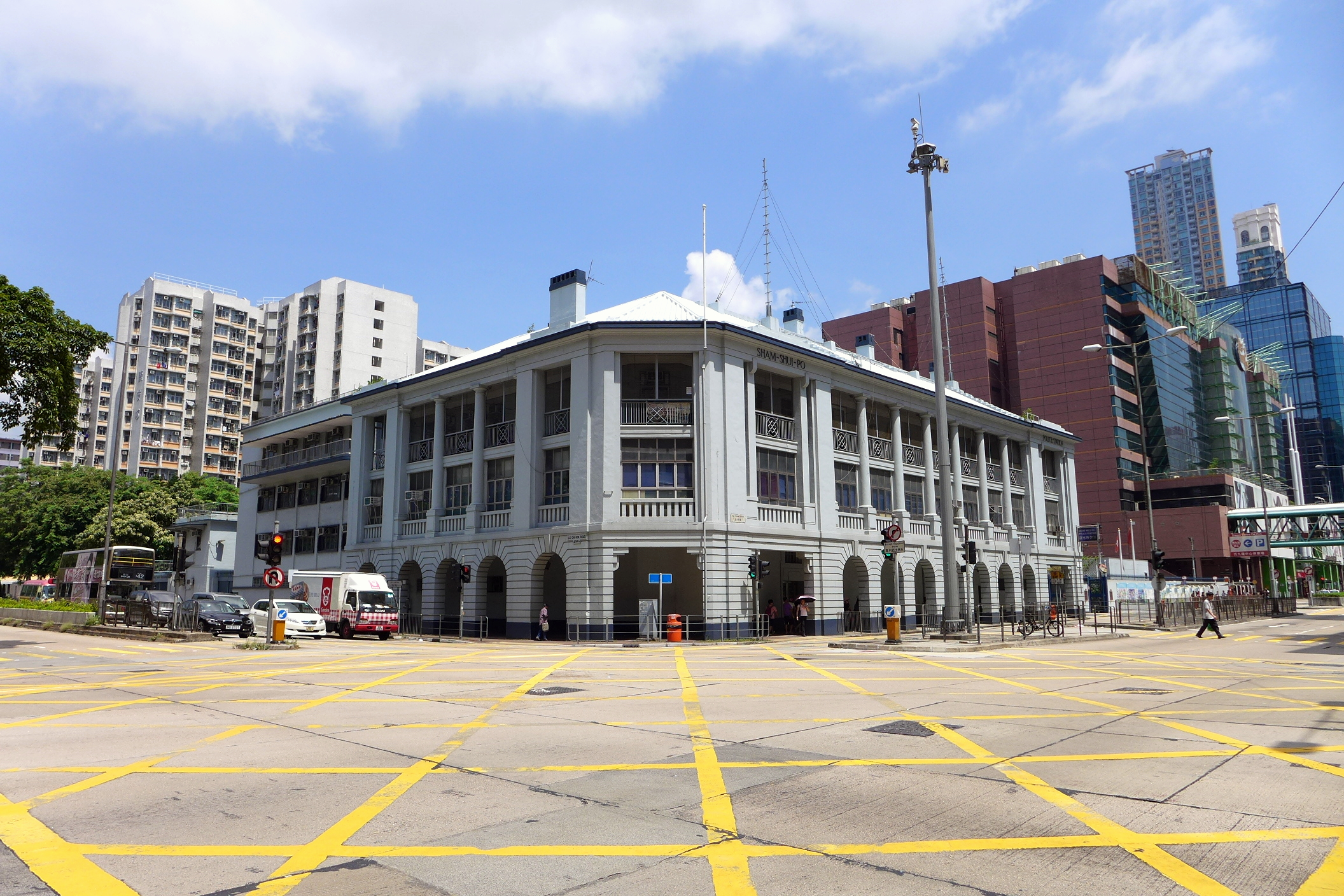
深水埗警署

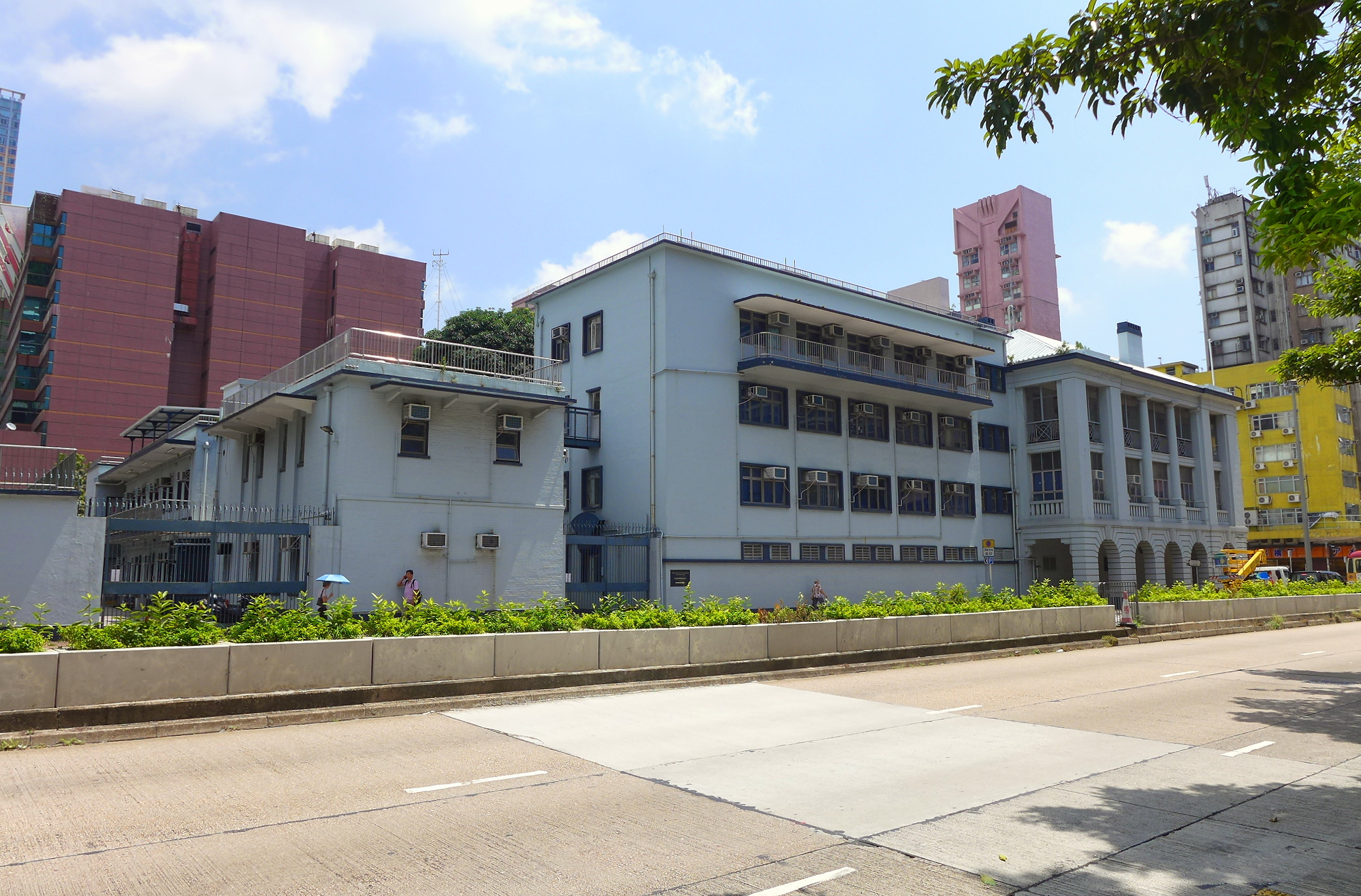
由荔枝角道望深水埗警署

深水埗分區警署（英語：Sham Shui Po Divisional Police Station）又稱深水埗警署，是香港警務處西九龍總區深水埗警區的分區警署，位於香港九龍深水埗區深水埗欽州街37號A，屬於香港二級歷史建築。

## 歷史
為了處理大量中國大陸人湧入香港後，在深水埗區所引起的治安問題，深水埗警署於1924年動工，於1925年竣工，當時鄰近海旁及深水埗軍營；深水埗警署僅比九龍現存最古舊的警署──油麻地警署，遲兩年落成。
香港保衛戰時，深水埗警署被駐港英軍充作軍營用途，至香港日治時期時，被日本皇軍改為深水埗集中營的指揮部。
1978年，長沙灣警署落成前，深水埗警署為深水埗分區總部，管轄範圍於香港保衛戰前遠及荃灣一帶。

## 建築
深水埗警署由公和洋行設計，是英國殖民地典型的新古典主義建築，分為A至E座，其中以面對欽州街及荔枝角道的C座歷史最悠久。C座樓高3層，建有傳統圓柱門廊，並且設有裝飾欄杆。傾斜屋頂鋪上中式瓦片，數支煙囪在屋頂突出。面對內庭一面設計則比較現代化，展露包浩斯風格。深水埗警署樓高3層，為了應付需要，大樓旁於後來分別增建了多座現代化建築物。

## 鄰近地點
- 西九龍中心
- 麗安邨
- 深水埗公園
- 欽州街小販市場
- 滙
- 匯璽與V Walk
- 南昌站與深水埗站

## 軼聞
深水埗警署羈留室內其中一間羈留倉多年來儘管於疑犯人滿為患時，均不被使用。傳聞早年每逢有疑犯被羈押在該倉內，於睡覺時均被鬼魂騷擾，例必於翌日要求調換倉。
2008年盂蘭節後次日凌晨，香港傳媒報道深水埗警署有夜班人員從閉路電視中觀察到拘留所倉內出現穿著白衫、白褲及披長髮的女鬼飄移，巡遊倉間。當時有約7名疑犯被拘留，當人員巡察時，當中一名疑犯突然大叫，人員因此查問，疑犯回應表示目睹鬼魂飄遊，另外一名疑犯異口同聲認同。警察公共關係科被傳媒問及，表示將會作出跟進。